# Superstar K 2
Superstar K 2 (hangeul : 슈퍼 스타 K 2 ) est la deuxième saison de l'émission de télévision sud-coréenne Superstar K, diffusée du 23 juillet 2010 au 22 octobre 2010 par Mnet. L'émission fut remportée par Huh Gak.
Lee Seung Chul, Uhm Jung-hwa et Yoon Jong Shin sont les membres du jury.

## TOP 11
| Nom                         | Âge | Classement final |
| --------------------------- | --- | ---------------- |
| Huh Gak (허각)              | 26  | Gagnant          |
| John Park (존박)            | 23  | Second           |
| Jang Jae in (장재인)        | 20  | TOP 3            |
| Kang Seung-yoon (강승윤)    | 17  | TOP 4            |
| Kim Eun-bi (김은비)         | 18  | TOP 5            |
| Kim Ji-Soo (김지수)         | 21  | TOP 6            |
| Park Bo-ram (박 보람)       | 17  | TOP 7            |
| Andrew Nelson (앤드류 넬슨) | 15  | TOP 8            |
| Kim Gu-rim (김 그림)        | 24  | TOP 9            |
| Kim So-jung (김소정)        | 22  | TOP 10           |
| Lee Bo-ram (이보람)         | 19  | TOP 11           |

(Références)

## Auditions
Les auditions ont eu lieu dans huit villes à travers la Corée du Sud (Daejeon, Incheon, Daegu, Gwangju, Chuncheon, Jeju-do, Pusan, Séoul) ainsi qu'aux États-Unis, en particulier Los Angeles. Environ 1 350 000 personnes ont participé et 151 ont été choisis. Les 151 participants restants ont participé à une compétition de trois jours appelé Superweek. 

## Déroulement
Le concours se compose de 3 missions : The Sing-Off, The Group Mission et The Mission Rival (la série d'entretiens, si nécessaire). 

### The Sing-off
Elle est composée de seize personnes par zone. Quatre personnes sont choisies et choisissent des candidats pour la ronde Wild Card. À la fin, cinquante personnes sont sélectionnées pour la prochaine mission.

### The Group Mission
Elle est composée de cinq membres par groupe. Chaque groupe ont un leader et auront le choix du membre qu'ils souhaitent avoir dans leur groupe. Il reçoit les chansons qu'il a choisies et les exécute devant les juges le lendemain. Les juges décident si les membres peuvent procéder à la prochaine mission. Le nombre de personnes pour la prochaine mission varie de 20-24 ans. 
Cette année, les juges ont décidé d'avoir une Wild Card qui permet à quelques chanteurs qui ont échoué de passer au tour suivant.
Ils ont choisi Kang Seung-yoon, Kim Gu Reum, Kim Il Min, Kim Jin-Yon, Moon Son Young, Woo Eun Mi, John Park et Seung Hyun Hee. John Park, Hyun Seung Hee, Kang Seung-yoon et Kim Gu Reum réussissent le tour et rejoint le reste du top 24. 
Groupe 1
- Titre de la chanson : Young child
- Interprète : Gummy

| Nom             | Âge | Résultats |
| --------------- | --- | --------- |
| Choi Hyung Hyol | 22  | Échoué    |
| No Seung Min    | 28  | Échoué    |
| Andrew Nelson   | 15  | Passé     |
| Paik Ye Sil     | 22  | Échoué    |
| Ju Eun Ji       | 17  | Passé     |

Groupe 2
- Titre de la chanson : You and I
- Interprète : Park Bom

| Nom            | Âge | Résultats |
| -------------- | --- | --------- |
| Han Kyoung Soo | 25  | Échoué    |
| Kim Ji-Soo     | 21  | Passé     |
| Lee Bo-ram     | 19  | Passé     |
| Sun Ji Hye     | 23  | Passé     |
| Kim Soon Nyun  | 27  | Échoué    |

Groupe 3
- Titre de la chanson : 2 Different Tears
- Interprète : Wonder Girls

| Nom              | Âge | Résultats          |
| ---------------- | --- | ------------------ |
| Kim Woo-Yon      | 18  | Échoué             |
| Jang Jae in      | 20  | Passé              |
| Kim Yon Jin      | 19  | Échoué (Wild Card) |
| Parc Myoung Hyun | 22  | Échoué             |
| Hong Nam Hwa     | 23  | Passé              |

Groupe 4
- Titre de la chanson : Love without a Reason
- Interprète : Park Mi Kyung

| Nom            | Âge | Résultats          |
| -------------- | --- | ------------------ |
| Moon Son Young | 26  | Échoué (Wild Card) |
| Kim Bo Kyong   | 21  | Passé              |
| No Dae Young   | 23  | Passé              |
| Choi Joon Hyuk | 19  | Passé              |
| Lee Young Suk  | 26  | Échoué             |

Groupe 5
- Titre de la chanson : Honey
- Interprète : JYP

| Nom          | Âge | Résultats          |
| ------------ | --- | ------------------ |
| Sean Lee     | 23  | Passé              |
| Woo Eun Mi   | 19  | Échoué (Wild Card) |
| Seo Hyo Song | 18  | Échoué             |
| Kim Seo Jung | 22  | Passé              |
| Park Dong Su | 25  | Échoué             |

Groupe 6
- Titre de la chanson : Already a Year
- Interprète : Brown Eyes

| Nom           | Âge | Résultats |
| ------------- | --- | --------- |
| Lee Young Min | 25  | Échoué    |
| Jon Hye Young | 22  | Échoué    |
| Kang Hwa Ran  | 7   | Échoué    |
| Kyong Lee Bo  | 20  | Passé     |
| Kang In Su    | 23  | Passé     |

Groupe 7
- Titre de la chanson : Love Rain
- Interprète : Kim Tae Woo

| Nom            | Âge | Résultats          |
| -------------- | --- | ------------------ |
| Hwang Hye In   | 21  | Échoué             |
| Myoung Hye Jin | 22  | Échoué             |
| Kim Hye Min    | 24  | Échoué (Wild Card) |
| Lee Jye Yoon   | 20  | Échoué             |
| Um Ji Hwan     | 22  | Échoué             |

Groupe 8
- Titre de la chanson : Even if I die, I can't let you go
- Interprète : 2AM

| Nom            | Âge | Résultats          |
| -------------- | --- | ------------------ |
| Huh Gak        | 26  | Passé              |
| John Park      | 23  | Échoué (Wild Card) |
| Hyun Seung Hee | 15  | Échoué (Wild Card) |
| Kim GU Reum    | 24  | Échoué (Wild Card) |
| Kim Song Bob   | 21  | Passé              |

Groupe 9
- Titre de la chanson : 8282
- Interprète : Davichi

| Nom             | Âge | Résultats          |
| --------------- | --- | ------------------ |
| Hyun Ji Hye     | 20  | Passé              |
| Meng Jung Eun   | 17  | Échoué             |
| Kang Seung-yoon | 17  | Échoué (Wild Card) |
| Yoon Ho Young   | 20  | Passé              |
| Lee Jung Young  | 21  | Échoué             |

Groupe 10
- Titre de la chanson : LOVE
- Interprète : CN Blue

| Nom          | Âge | Résultats |
| ------------ | --- | --------- |
| Gu Su Kyong  | 21  | Échoué    |
| Kim Eun Bi   | 18  | Passé     |
| Park Bo-ram  | 17  | Passé     |
| Seo Hyon Woo | 25  | Échoué    |
| Kang Jin Sul | 18  | Échoué    |

### The Mission Rival
Elle se compose de deux rivaux par paire. Les paires sont organisées par deux personnes ayant les mêmes compétences vocales. Il n'y a qu'un seul gagnant par paire.
Cette année, seulement sept membres ont été choisis (Kim Ji-Soo, Park Bo-ram, Kang Seung-yoon, Kim Gu Reum, Lee Bo Ram, Kim Eun Bi et John Park. Les juges ont tenu compte d'une nouvelle fois, une Wild Card et ont sélectionné Andrew Nelson, Hyun Seung Hee, Jang Jae in, Kim So Jung, Huh Gak et Kim Bo kyung. 
Avec 13 personnes, les juges ont tenu une série d'entretiens où les candidats sont interrogés par des questions diverses et décider d'éliminer le concurrent ou laissez-les passer dans le TOP 10. En fin de compte, Kim Bo Kyung Hee et Hyun Seung ont été éliminés. Au cours du Top 11, les participants ont participé à de nombreuses missions à travers des spectacles et obtenent des prix spéciaux. Les scores totaux des compétiteurs joue à propos des 10 % des voix sur internet, 30 % des voix des membres du jury et 60 % des voix via un téléphone mobile. 
Si en quelque sorte l'interprète a obtenu le score le plus élevé que les autres. Ceux-ci seront automatiquement sauvegardés et peuvent avoir la possibilité de passer à la prochaine ronde. 
Huh Gak a remporté la finale contre John Park. Il a gagné 200 millions de wons et un Renault Samsung QM5.
| No. | Noms des rivaux                | Gagnant                |
| --- | ------------------------------ | ---------------------- |
| 1   | Jang Jae in & Kim Ji-Soo       | Kim Ji-Soo             |
| 2   | Kang In Su & Ju Ji Eun         | Pas de réponse fournie |
| 3   | Lee Bo Kyoung & Sun Ji Hye     | Pas de réponse fournie |
| 4   | Sean Lee & Yoon Ho Young       | Pas de réponse fournie |
| 5   | Hyun Seung Hee et Park Bo-ram  | Park Bo-ram            |
| 6   | Kang Seung-yoon & No Dae Young | Kang Seung-Yoon        |
| 7   | Kim Bo Kyung & Kim Gu Reum     | Kim Gu Reum            |
| 8   | Hyun Ji Hye & Hong Nam Hwa     | Pas de réponse fournie |
| 9   | Kim Seo Jung & Lee Bo Ram      | Lee Bo Ram             |
| 10  | Kim Song Bob & Choi Joon Hyuk  | Pas de réponse fournie |
| 11  | Kim Eun Bi & Andrew Nelson     | Kim Eun Bi             |
| 12  | John Park & Huh Gak            | John Park              |

- Les noms en italique signifie qu'ils ont été sélectionnés grâce à la Wild Card ou qu'ils ont gagné la manche.